# Sarah Polk
Sarah Childress Polk (Murfreesboro, Tennessee, 4 de setembro de 1803 - Nashville, Tennessee, 14 de agosto de 1891) foi a primeira-dama dos Estados Unidos de 1845 até 1849, tendo sido esposa do 11º presidente norte-americano James Polk.

## Vida
Bem educada em uma família bem-sucedida, Sarah conheceu seu futuro marido ainda jovem. Eles nunca tiveram filhos, embora tivessem parentes adotivos. Socialmente interessada e bem informada, Sarah ajudou a carreira do marido com suas habilidades de anfitriã e às vezes o aconselhou sobre questões políticas, embora tenha permanecido fora dos holofotes públicos. Após a morte do marido em 1849, Sarah teve uma viuvez de 42 anos, a mais longa de qualquer primeira-dama.